# Козино (Одинцовский городской округ)
Ко́зино — село в Одинцовском городском округе Московской области, до 2019 г. относилось к сельскому поселению Ершовское.
Село расположено на правом берегу реки Москва, в трёх километрах восточнее Звенигорода. Севернее села проходит Ильинское шоссе.

## Население
| 2002 | 2006 | 2010 |
| ---- | ---- | ---- |
| 154  | →154 | ↘102 |

## История

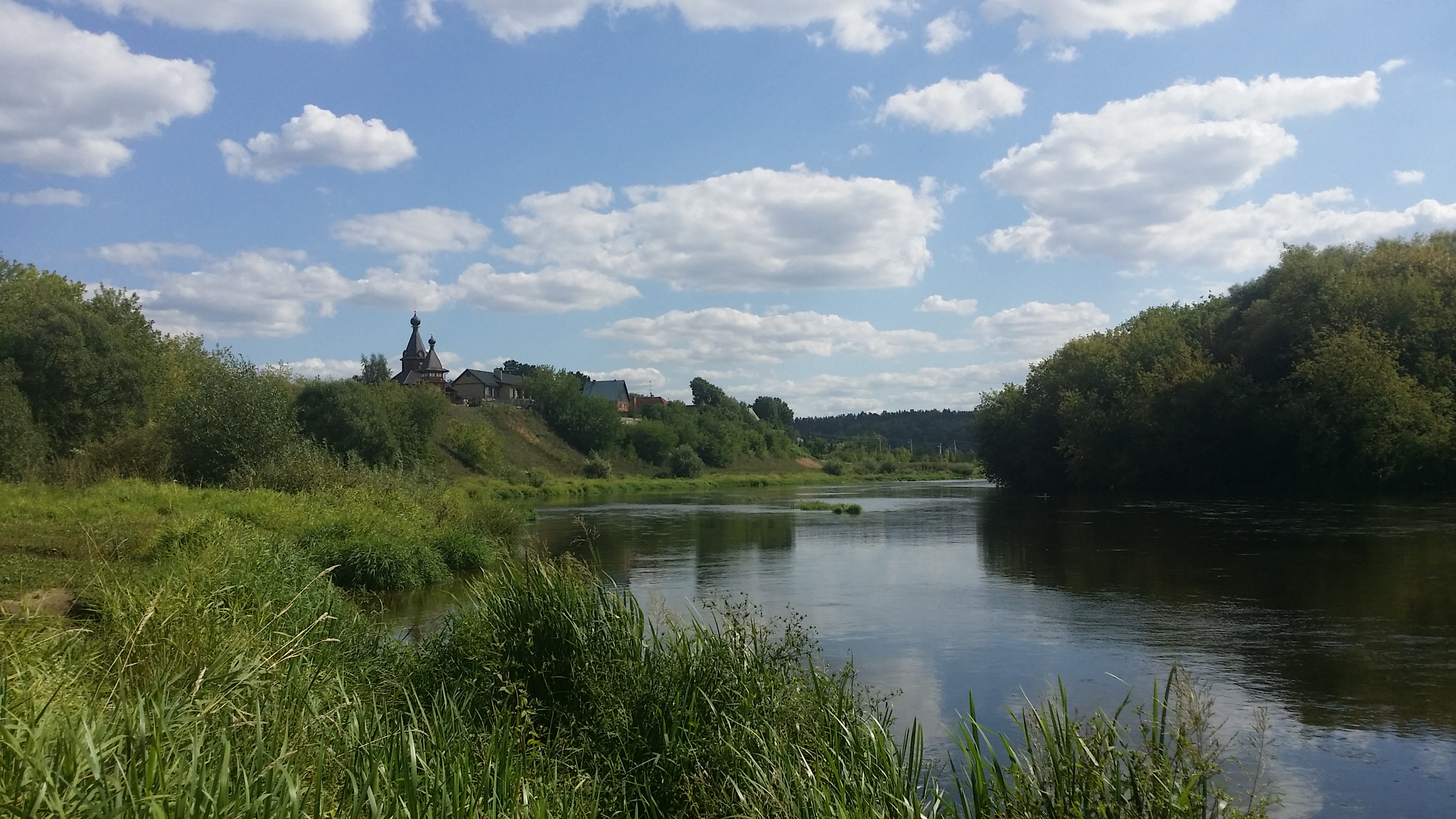
Вид на село с Москва-реки. Троицкая церковь

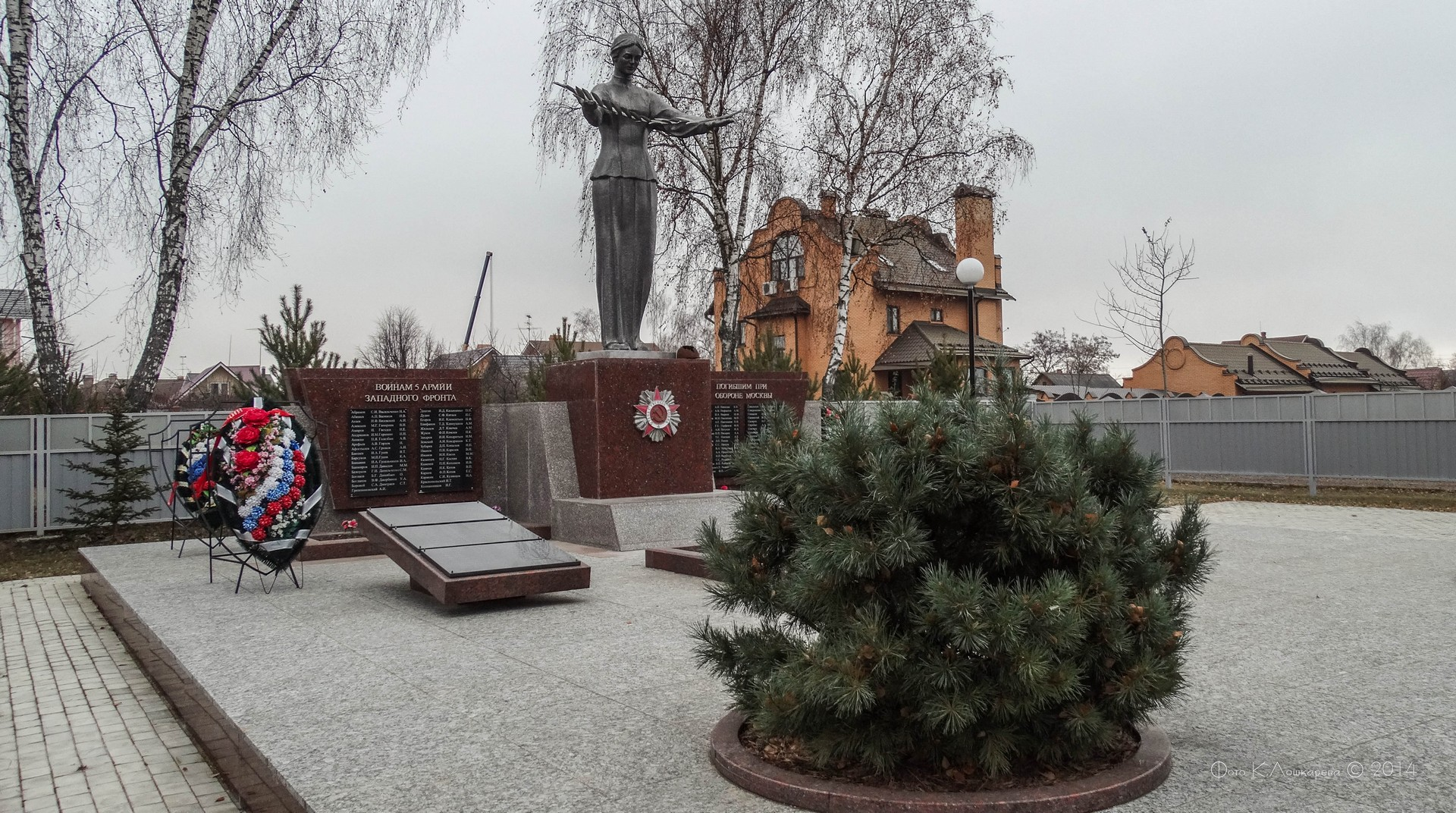
Братская могила советских воинов в Козино

Козино впервые упоминается в связи с передачей его Саввино-Сторожевскому монастырю, но уже с начала 70-х годов XV века село стало принадлежать звенигородским князьям, в начале XVI века село числилось за вдовой удельного боярина Михаила Добрынского Домной и её сыном Семёном. В 1642 году село было пожаловано боярину Борису Михайловичу Салтыкову. После Салтыковых селом владели Спировы. В конце XVIII века в селе жило 583 человека и было 40 дворов.
До 1929 года село относилось к Звенигородскому уезду Московской губернии. До 1932 года в селе существовала каменная церковь, выстроенная на средства Г. Х. Циммерман в 1811—1814 гг. В
2002—2006 гг. была выстроена новая деревянная церковь Троицы Живоначальной.
В 1941 году село оказалось на линии фронта, но благодаря мужеству бойцов 5 армии не было захвачено немцами.

## Известные жители
Актёр театра и кино Олег Анофриев
На кладбище села похоронен вместе с супругой академик Н.Я. Доллежаль, создатель первых ядерных ректоров в СССР.